# Persoonlijkheid
Persoonlijkheid is een dynamisch en georganiseerd geheel van karakteristieken (voelen, denken, doen) die aan een persoon kunnen worden toegekend. Dit geheel van eigenschappen beschrijft de manier waarop een persoon in verschillende situaties zal reageren, de manier waarop deze denkt gemotiveerd zal worden. De psychologie die zich bezighoudt met de persoonlijkheid is de persoonlijkheidsleer.
De term persoonlijkheid is afgeleid van het Latijnse persona (masker), waardoor ook de connotatie is ontstaan dat persoonlijkheid te maken heeft met het uiterlijke gedrag, dat wat de omgeving van iemand ziet. Het verschil met karakter is dat persoonlijkheid door opvoeding en omgeving beïnvloed wordt en pas vorm krijgt tijdens de adolescentie, terwijl karakter vaak meer als de biologische aanleg, de (aangeboren, vrij onveranderlijke) aard van die persoon wordt beschouwd.
De persoonlijkheid wordt ook omschreven als het unieke en stabiele patroon van psychologische en gedragskenmerken waardoor de ene mens zich van de andere onderscheidt. Eenvoudig uitgedrukt: de manier waarop iemand met uiteenlopende situaties omgaat of het karakteristieke gedragspatroon dat iemand in verschillende situaties vertoont, is de persoonlijkheid. Onderzoek laat zien dat de persoonlijkheid gedurende de levensloop kan veranderen ten gevolge van levensgebeurtenissen.

## Modellen
In de moderne persoonlijkheidstheorie worden meestal vijf brede persoonlijkheidsdimensies onderscheiden, de big five: neuroticisme, extraversie, zorgvuldigheid (conscientiousness), vriendelijkheid (agreeableness) en creativiteit (openness-intellect). In de verschillende modellen en taxonomieën worden echter tussen de 3 en 16 hogere orde persoonlijkheidsdimensies ontwaard. Zo zijn er zes in het HEXACO-model (Big Five plus eerlijkheid/bescheidenheid).

## Persoonlijkheid en de gezondheidszorg
Persoonlijkheidstheorie vormt het hart van de psychologie. Verschillen in persoonlijkheid zijn dan ook een sterke voorspeller voor zorgkosten, in het bijzonder in de domeinen neuroticisme en consciëntieusheid. De totale extra zorgkosten van de 25% meest neurotische Nederlanders worden bijvoorbeeld geschat op meer dan twee keer de kosten van de meest voorkomende psychische stoornissen tezamen. Omdat mensen hun neuroticismeniveaus veranderlijker en gevoeliger voor de omgeving lijken te zijn dan tot voor kort werd gedacht, en gegeven dat hoog neuroticisme een risicofactor is voor veel psychische en somatische problematiek, zou preventie mogelijk lonend kunnen zijn. Verschillen in neuroticisme, consciëntieusheid en extraversie zijn van de persoonlijkheidstrekken het sterkst geassocieerd met verschillen in subjectief welbevinden.

## Biologie
Charles Darwin is de grondlegger van de evolutietheorie, die waarschijnlijk ook de basis vormt van de persoonlijkheidspsychologie.